# Eugene Zador
Eugene Zador, węg. Jenő Zádor (ur. 5 listopada 1894 w Bátaszék, zm. 4 kwietnia 1977 w Los Angeles) – amerykański kompozytor pochodzenia węgierskiego.

## Życiorys
Studiował kompozycję w Wiedniu u Richarda Heubergera (1911) i u Maxa Regera w Lipsku (1912–1914). Kształcił się też w zakresie muzykologii u Hermanna Aberta i Arnolda Scheringa. W latach 1920–1921 był uczniem Fritza Volbacha na uniwersytecie w Münsterze, gdzie uzyskał stopień doktora na podstawie pracy Wesen und Form der symphonischen Dichtung von Liszt bis Strauss. W latach 1922–1938 wykładał w wiedeńskim Neues Konservatorium, od 1934 roku prowadził też wykłady w Akademii Muzycznej w Budapeszcie. Po Anschlussie Austrii w 1938 roku wyemigrował do Stanów Zjednoczonych. Osiadł w Hollywood, gdzie w kolejnych latach napisał muzykę do przeszło 120 filmów.
Twórczość kompozytorska Zadora bliska jest stylistycznie muzyce Richarda Straussa i Maxa Regera, widoczny jest też w niej wpływ węgierskiego folkloru muzycznego.

## Wybrane kompozycje
(na podstawie materiałów źródłowych)

### Utwory orkiestrowe
- poemat symfoniczny Bánk bán (1918)
- 4 symfonie (I „Romantische Symphonie” 1922, II „Sinfonia tecnica” 1932, III „Tanzsymphonie” 1937, IV „Children’s Symphony” 1941)
- Variations on a Hungarian Folk Song (1927)
- Rondo (1933)
- Hungarian Caprice (1935)
- Pastorale and Tarantella (1942)
- Biblical Triptych (1943)
- Elegie and Dance (1954)
- Divertimento na smyczki (1955)
- Fugue-Fantasia (1958)
- Rhapsody (1961)
- Christmas Overture (1961)
- Variations on a Merry Theme (1963)
- Festival Overture (1964)
- 5 Contrasts (1965)
- Koncert na puzon i orkiestrę (1967)
- Music na klarnet i smyczki (1968)
- Aria and Allegro (1969)
- Rhapsody na cymbały i orkiestrę (1969)
- Studies (1970)
- Fantasia hungarica na kontrabas i orkiestrę (1970)
- Koncert na akordeon i orkiestrę (1971)
- Second Divertimento na smyczki (1974)
- Hungarian Scherzo (1975)
- Koncert na harfę i orkiestrę
- Koncert na obój i smyczki (1975)

### Utwory kameralne
- Koncert kameralny na smyczki, 2 rogi i fortepian (1930)
- Kwintet fortepianowy (1933)
- Suita na instrumenty dęte blaszane (1961)
- Suita na 8 wiolonczel (1966)
- Suita na kwintet dęty drewniany (1972)
- Kwintet na instrumenty dęte blaszane (1973)

### Utwory wokalne i wokalno-instrumentalne
- Cantata tecnica na chór i orkiestrę (1961)
- Scherzo domestico na chór (1961)
- The Remarkable Adventure of Henry Bold na recytatora i orkiestrę (1963)
- oratorium The Judgement na chór, instrumenty dęte blaszane i perkusję (1974)
- dramat muzyczny Cain na baryton, chór i orkiestrę (1976)

### Opery
- Diana (wyst. Budapeszt 1923)
- A holtak szigete (wyst. Budapeszt 1928)
- Revisor (1928; wersja zrewid. i przeorkiestrowana 1952–1957 wyst. Los Angeles 1971)
- X-mal Rembrandt (wyst. Gera 1930)
- Asra (wyst. Budapeszt 1936)
- Christopher Columbus (wyst. Nowy Jork 1939)
- The Virgin and the Fawn (wyst. Los Angeles 1964)
- The Magic Chair (wyst. Baton Rouge 1966)
- The Scarlett Mill (wyst. Nowy Jork 1968)
- Yehu, a Christmas Legend (1974)

### Balet
- Maschinenmensch (1934)